# Kuikkasaari (ö i Södra Savolax, Nyslott, lat 62,08, long 29,29)
Kuikkasaari är en ö i Finland. Den ligger i sjön Reijusjärvi och i kommunen Nyslott i  landskapet Södra Savolax, i den sydöstra delen av landet, 300 km nordost om huvudstaden Helsingfors. Öns area är 1 hektar och dess största längd är 160 meter i öst-västlig riktning.